# Buschkaninchen
Das Buschkaninchen (Poelagus marjorita) ist eine Säugetierart aus der Familie der Hasen (Leporidae). Das Verbreitungsgebiet der Art ist auf zwei Regionen in Afrika beschränkt.

## Merkmale
Auffälligkeiten im Körperbau sind die kurzen Ohren, die kurzen Hinterbeine sowie die scharfen Krallen. Das raue Fell ist an der Oberseite graubraun gefärbt, die Flanken sind gelblich und die Unterseite weiß. Buschkaninchen erreichen eine Kopf-Rumpf-Länge von 44 bis 50 Zentimetern und ein Gewicht von zwei bis drei Kilogramm.

## Verbreitung

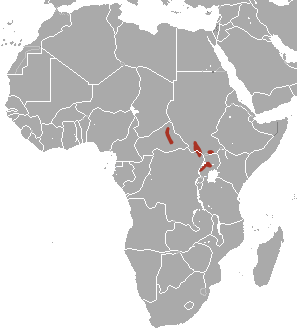
Verbreitungsgebiete (rot) des Buschkaninchens

Das Verbreitungsgebiet der Art ist auf Afrika beschränkt. Die Art kommt in zwei abgegrenzten Gebieten vor. Das größere findet sich in Uganda, dem südlichen Sudan, der nordöstlichen Demokratischen Republik Kongo und angrenzenden Gebieten, das kleinere im westlichen Angola.

## Lebensweise
Die Lebensräume dieser Art sind hügelige Grasländer, aber auch felsige Gebiete. Buschkaninchen sind nachtaktiv und leben in selbstgegrabenen Bauen. Ihre Nahrung besteht aus Gräsern, Blüten und Blättern. Manchmal dringen sie auch in Plantagen vor.
Nach fünfwöchiger Tragzeit bringt das Weibchen ein bis zwei Jungtiere zur Welt, die zunächst nackt und blind sind. Sie werden rund fünf Wochen lang vom Weibchen gesäugt, das zum Zeitpunkt der Entwöhnung oft schon wieder trächtig ist. Die Lebenserwartung in freier Natur wird auf höchstens vier Jahre geschätzt, durch zahlreiche Fressfeinde (unter anderem Greifvögel, Ginsterkatzen und Paviane) liegt sie in den meisten Fällen weit darunter.

## Systematik
Das Buschkaninchen wird als eigenständige Art und monotypische Gattung den Hasen (Leporidae) zugeordnet. Innerhalb der Art werden keine Unterarten unterschieden. Die Erstbeschreibung der Art erfolgte 1929 durch J. St. Leger, 1932 beschrieb dieser auch die Gattung Poelagus und ordnete dieser die Art als Typus zu.
Auf der Basis von molekularbiologischen Daten wurde von Conrad A. Matthee et al. 2004 ein Kladogramm entwickelt, das die phylogenetischen Verwandtschaften der Gattungen innerhalb der Familie der Hasen darstellt. Demnach wird das Buschkaninchen einem Taxon bestehend aus den afrikanischen Rotkaninchen (Pronolagus) und den Streifenkaninchen (Nesolagus) in Südostasien als Schwesterart gegenübergestellt. Gemeinsam bildet diese Gruppe die Schwestergruppe zu allen übrigen Gattungen der Hasen.

## Belege
1. 1 2  Poelagus marjorita in der Roten Liste gefährdeter Arten der IUCN 2012.2. Eingestellt von: K. Collins, Andrew T. Smith, 2008. Abgerufen am 17. Januar 2013.
2. 1 2 3  Conrad A. Matthee, Bettine Jansen Van Vuuren, Diana Bell Terence J. Robinson: A Molecular Supermatrix of the Rabbits and Hares (Leporidae) Allows for the Identification of Five Intercontinental Exchanges During the Miocene. Systematic Biology 53 (3); S. 433–447. (Abstract)
3. 1 2  Don E. Wilson & DeeAnn M. Reeder (Hrsg.): Poelagus marjorita (Seite nicht mehr abrufbar, festgestellt im April 2018. Suche in Webarchiven)  Info: Der Link wurde automatisch als defekt markiert. Bitte prüfe den Link gemäß Anleitung und entferne dann diesen Hinweis. in Mammal Species of the World. A Taxonomic and Geographic Reference (3rd ed).